# Rockstar Toronto
Rockstar Games Toronto ULC (nom comercial: Rockstar Toronto; antigament Imagexcel, Alternative Reality Technologies, i Rockstar Canada) és un desenvolupador de videojocs canadenc i un estudi de Rockstar Games amb seu a Oakville, Ontario. L'empresa es va establir com Imagexcel a principis dels anys vuitanta i va desenvolupar més de quinze jocs amb aquest nom, inclòs Quarantine, que va ser publicat per GameTek el 1994. L'editor va comprar els actius de l'estudi a través de la seva filial Alternative Reality Technologies el març de 1995 i després va vendre Alternative Reality Technologies a Take-Two Interactive el juliol de 1997. L'estudi va passar a formar part del segell Rockstar Games de Take-Two com a Rockstar Canada el 1999 i va ser rebatejat com a Rockstar Toronto el 2002 quan Take-Two va adquirir Rockstar Vancouver. Sota Rockstar Games, l'estudi va desenvolupar el joc de 2005 The Warriors (Els amos de la nit), basat en la pel·lícula de 1979 del mateix nom, així com diversos ports, incloses les versions Windows de Grand Theft Auto IV, Grand Theft Auto: Episodes de Liberty City,  Max Payne 3 i Grand Theft Auto V. El juliol de 2012, Rockstar Vancouver es va fusionar amb Rockstar Toronto, que després es va traslladar a oficines més grans.

## Història
Rockstar Toronto es va establir com Imagexcel a principis de la dècada de 1980, "abans de l'època de He-Man". L'estudi va desenvolupar aproximadament quinze jocs en diversos sistemes fins al 1995. Va començar a desenvolupar un motor de joc propietari el 1993, així com un joc complementari en col·laboració amb GameTek el desembre d'aquell any. Rod Humble, com a productor executiu de GameTek, va escriure inicialment un guió titulat Bloods que girava al voltant de la guerra de bandes. Quan la companyia va enviar una revisió a Imagexcel, l'estudi va reelaborar el concepte en el que es va convertir en Quarantine. Humble va considerar la nova versió un "joc molt superior". L'octubre de 1994, Imagexcel estava compost pel programador i soci director Kevin Hoare, els programadors Ed Zolnieryk i Andy Brownbill, i els artistes Greg Bick i Ray Larabie. GameTek va llançar el joc el mateix mes. El 9 de març de 1995, l'editor va anunciar la seva adquisició dels actius d'Imagexcel a través d'una filial de nova creació, Alternative Reality Technologies. La transacció va incloure el motor de Quarantine, que GameTek pretenia utilitzar en altres jocs. Hoare, Zolnieryk, Bick i Larabie van formar el nucli de les operacions de desenvolupament canadenca de GameTek. Després de l'adquisició, també es va fer referència a l'estudi com a GameTek Canada.
Take-Two Interactive va comprar diversos actius a GameTek el juliol de 1997, incloses Alternative Reality Technologies, les oficines europees de GameTek i els drets de distribució de jocs, inclosos els de Dark Colony. L'equip d'Alternative Reality Technologies va passar a formar part del segell Rockstar Games de Take-Two el 1999 com a Rockstar Canada. L'estudi va crear dos paquets d'expansió per al joc de 1997 Grand Theft Auto: London 1969 i London 1961, tots dos llançats el 1999. Va desenvolupar ports de Oni i Max Payne de Rockstar Games per a la PlayStation 2 que es van llançar el 2001. Quan Take-Two va adquirir Barking Dog Studios i el va canviar el nom de Rockstar Vancouver l'agost de 2002, Rockstar Canada va ser rebatejat com a Rockstar Toronto per evitar la confusió entre tots dos. Al mateix temps, Take-Two va anunciar que Rockstar Toronto estava treballant en una adaptació de videojoc de la pel·lícula de 1979 Els amos de la nit. El joc homònim es va mostrar per primera vegada a l'E3 2005 abans de ser llançat a l'octubre d'aquell any. En aquell moment es va planejar un successor espiritual, conegut internament com We Are the Mods. Després de The Warriors (Els amos de la nit), Rockstar Toronto va desenvolupar més ports: Va portar Manhunt 2 i Bully: Scholarship Edition a la Wii, i Grand Theft Auto IV, Grand Theft Auto: Episodes from Liberty City, i Max Payne 3 a Windows.
El juliol de 2012, Rockstar Games va anunciar que Rockstar Toronto es traslladaria a oficines més grans i fetes a mida a Oakville, Ontario. Rockstar Vancouver es va fusionar amb Rockstar Toronto i els trenta-cinc empleats del primer van tenir l'opció de traslladar-se a Rockstar Toronto o qualsevol altre estudi de Rockstar Games. El Govern d'Ontario va contribuir 2 milions de dòlars canadencs a aquesta expansió. Jennifer Kolbe, la vicepresident de publicacions i operacions de Rockstar Games, va declarar la creació d'un únic equip canadenc que "constituiria una poderosa força creativa en projectes futurs", alhora que deixava lloc a cinquanta nous llocs a l'estudi. El novembre de 2012, l'entitat legal de Rockstar Toronto, Rockstar Toronto Inc., va passar d'Ontario a Columbia Britànica com a Rockstar Games Toronto Inc. i després es va transformar a Rockstar Games Toronto ULC, una corporació de responsabilitat il·limitada.
Rockstar Toronto posteriorment va portar Grand Theft Auto V a Windows. Aquesta versió estava programada inicialment per ser llançada juntament amb les versions de PlayStation 4 i Xbox One el 2014. El port es va endarrerir a l'abril de 2015, cosa que l'estudi va atribuir a optimitzacions i al integració d'un editor de vídeo integrat, que és exclusiu d'aquesta versió. Rockstar Games es va referir al port de Windows com l'edició "última" del joc. El 24 de desembre de 2020, 66.000 dòlars canadencs es van robar en valor d'equips i accessoris informàtics recentment lliurats a les oficines de Rockstar Toronto. L'incident va ser el primer d'una sèrie de robatoris a Oakville que van continuar fins al 23 de gener de 2021. La sospitosa, una dona de 30 anys, va ser detinguda el 25 de gener.

## Jocs desenvolupats
| Any  | Títol                                        | Plataforma(es)                                                                          | Editor(s)                              | Notes                                       |
| ---- | -------------------------------------------- | --------------------------------------------------------------------------------------- | -------------------------------------- | ------------------------------------------- |
| 1988 | Techno Cop                                   | Amiga, Amstrad CPC, Apple II, Atari ST, Commodore 64, MS-DOS, Sega Genesis, ZX Spectrum | Gremlin Graphics, U.S. Gold, RazorSoft | Desenvolupat conjuntament amb Gray Matter   |
| 1990 | The Ultimate Ride                            | Amiga, Atari ST                                                                         | Mindscape                              | Desenvolupat conjuntament amb Gray Matter   |
| 1994 | Quarantine                                   | 3DO Interactive Multiplayer, MS-DOS, PlayStation, Sega Saturn                           | GameTek                                |                                             |
| 1996 | Quarantine II: Road Warrior                  | MS-DOS                                                                                  | Mindscape, GameTek                     |                                             |
| 1997 | Dark Colony                                  | Mac OS clàssic, Windows                                                                 | Strategic Simulations                  |                                             |
| 1999 | Grand Theft Auto: London 1969                | MS-DOS, PlayStation, Windows                                                            | Rockstar Games                         |                                             |
| 1999 | Grand Theft Auto: London 1961                | MS-DOS, Windows                                                                         | Rockstar Games                         |                                             |
| 2001 | Oni                                          | PlayStation 2                                                                           | Rockstar Games                         | Desenvolupament de port                     |
| 2001 | Max Payne                                    | PlayStation 2                                                                           | Rockstar Games                         | Desenvolupament de port                     |
| 2005 | The Warriors                                 | PlayStation 2, PlayStation Portable, Xbox                                               | Rockstar Games                         |                                             |
| 2007 | Manhunt 2                                    | Wii                                                                                     | Rockstar Games                         | Desenvolupament de port                     |
| 2008 | Bully: Scholarship Edition                   | Wii                                                                                     | Rockstar Games                         | Desenvolupament de port                     |
| 2008 | Grand Theft Auto IV                          | Windows                                                                                 | Rockstar Games                         | Desenvolupament de port                     |
| 2010 | Grand Theft Auto: Episodes from Liberty City | Windows                                                                                 | Rockstar Games                         | Desenvolupament de port                     |
| 2012 | Max Payne 3                                  | Windows                                                                                 | Rockstar Games                         | Desenvolupament de port                     |
| 2015 | Grand Theft Auto V                           | Windows                                                                                 | Rockstar Games                         | Desenvolupament de port                     |
| 2018 | Red Dead Redemption 2                        | PlayStation 4, Stadia, Windows, Xbox One                                                | Rockstar Games                         | Desenvolupat com a part de Rockstar Studios |

### Cancel·lat
- We Are the Mods